# Bas Veth (schrijver)

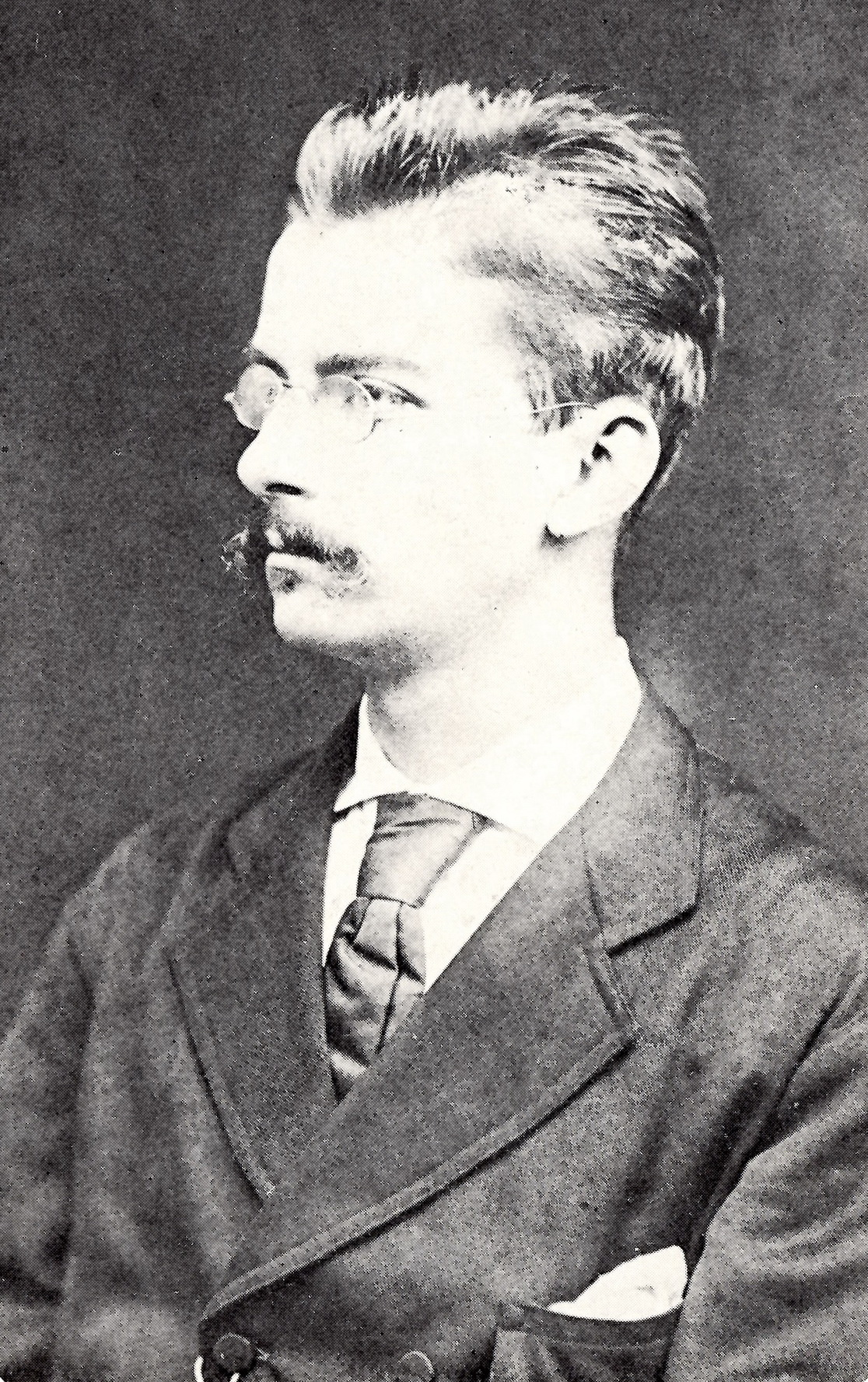
Bas Veth

Bastiaan (Bas) Veth (Amsterdam, 21 oktober 1860 - Bussum, 4 februari 1922) was een Nederlands prozaschrijver. Hij stelde al jong belang in beeldende kunst, muziek en literatuur.
Hij vertrok in 1878 naar Padang, Nederlands-Indië. Daar richtte hij op 11 maart 1886 de Firma Gebroeders Veth op met zichzelf en zijn broer Franz Herman (1863-1938) als firmanten. Hun vader, Jan Veth (1833-1899) treedt op als commanditair vennoot. Op 11 juni 1891 keert hij na een verblijf van twaalf jaar in Nederlands-Indië voorgoed naar Nederland terug. Op 1 januari 1921 wordt hij commissaris van de N.V. Gebroeders Veth's Handelmaatschappij. 
Terug in Nederland schreef hij zijn sarcastische afrekening Het leven in Nederlandsch-Indië (1900), waarvan een hoofdstuk tevens in De Gids verscheen. Veth beschouwde de kolonie als "de incarnatie van de ellende" en verafschuwde de platte geldzucht van de "barbaren", de koloniale 
Europeanen. Het boek riep in Indië een storm van protest op.
In 1906 is hij getrouwd met Caroline Kleine. Hij is overleden op 4 februari 1922 in Bussum, hij was toen 61 jaar oud. Hij is gecremeerd op 8 februari 1922 in Velsen, crematorium Driehuis Westerveld.

## Galerij

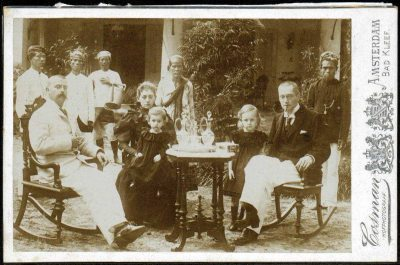
Veth (links) en Henri Borel in Borels tuin in Makassar, 1897
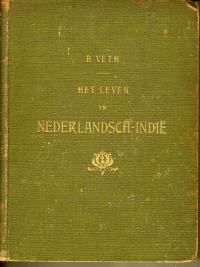
B. Veth: Het leven in Nederlandsch-Indië, 1900, voorplat
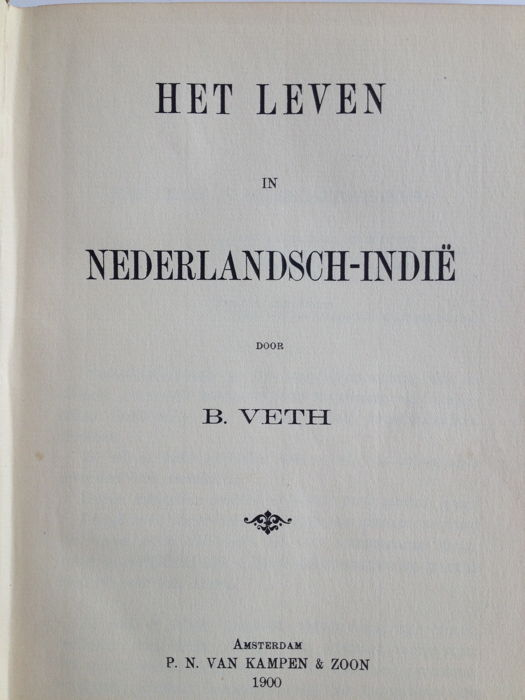
B. Veth: Het leven in Nederlandsch-Indië, 1900, titelpagina
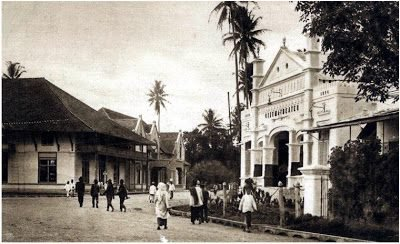
Huis Ambatjang in Padang, Indonesië, rond 1910, waar Veth woonde